# Serotoninski transporter
Serotoninski transporter (SERT) je monoaminski transporter.
SERT je integralni membranski protein koji transportuje neurotransmiter serotonin iz sinaptičkog prostora u presinaptičke neurone. Ovim transportom serotonina posredstvom SERT proteina se završava ciklus dejstva serotonina i dolazi do njegove recirkulacije na način koji je zavistan od natrijuma. Ovaj protein je meta mnogih antidepresivnih lekova, uključujući lekove iz SSRI klase. On je član familije natrijum:neurotransmiter simportera. Polimorfizmi ponavljajućih segmenata u promoteru ovog gena utiču na brzinu ponovnog preuzimanja serotonina i mogu da budu jedan od činilaca sindroma iznenadne smrti odojčadi, agresivnog ponašanja obolelih od Alchajmerove bolesti, posttraumatskog stresnog poremećaja i sklonosti depresiji kod ljudi koji doživljavaju emocionalne traume.

## Funkcija
Neuroni komuniciraju putem hemijskih glasnika, kao što je serotonin. Serotoninski transporter vraća serotonin iz sinaptičkog rascepa nazad u sinapse. Stoga on prekida dejstvo serotonina i simultano omogućava njegovu ponovnu upotrebu sa presinaptičkog neurona. Transportni protein putem reciklacije serotonina regulišu njegovu koncentraciju u rascepu, ili sinapsi.
Medicinska ispitivanja su pokazala da su promene metabolizma serotoninskog transportera povezane sa mnoštvom različitih fenomena, uključujući alkoholizam, kliničku depresiju, opsesivno-kompulzivni poremećaj (OCD), romantična osećanja, hipertenziju i socijalne fobije.
Serotoninski transporter je takođe prisutan u krvnim pličicama; gde, serotonin funkcioniše kao vasokonstriktivna supstanca.

## Farmakologija
SERT premoštava ćelijsku membranu 12 puta. On pripada NE, DA, SERT familijama monoaminskih transportera. Transporteri su značajne biološke mete za agense kojima se tretiraju psihijatrijski poremećaji. Lekovi koji umanjuju vezivanje serotonina za transportere (selektivni inhibitori preuzimanja serotonina, ili SSRI), i ređe oni koji deluju na suprotan način (selektivni pojačavači preuzimanja serotonina, ili SSRE) se koriste za tretiranje mentalnih poremećaja. Oko polovine pacijenata obolelih od OCD se tretira SSRI lekovima. Fluoksetin je primer selektivnog inhibitora preuzimanja serotonina, a tianeptin je primer selektivnog pojačavača preuzimanja serotonina.

### Ligandi
- DASB
- Jedinjenje 4b: Ki = 17 pM; 710-puta i 11.100-puta selektivniji od DAT i NET[5]
- jedinjenje (+)-12a: Ki = 180 pM na hSERT; >1000-puta selektiviji od hDAT, hNET, , i 5-HT6.[6] Bioizosteri.[7]
- 3-cis-(3-Aminociklopentil)indol 8a: Ki = 220 pM[8]

## Literatura
- NIH press release: Serotonin Transporter Gene Shown to Influence College Drinking Habits
- JP, Roiser; Cook LJ; JD, Cooper; Rubinsztein DC; Sahakian, Barbara (2005). „Association of a Functional Polymorphism in the Serotonin Transporter Gene With Abnormal Emotional Processing in Ecstasy Users”. American Journal of Psychiatry. 162 (3): 609—612. PMC 2631647 . PMID 15741482. doi:10.1176/appi.ajp.162.3.609.
- S, Ueno (2003). „Genetic polymorphisms of serotonin and dopamine transporters in mental disorders”. J. Med. Invest. 50 (1–2): 25—31. PMID 12630565.
- Anguelova M, Benkelfat C, Turecki G (2004). „A systematic review of association studies investigating genes coding for serotonin receptors and the serotonin transporter: II. Suicidal behavior”. Mol. Psychiatry. 8 (7): 646—53. PMID 12874600. doi:10.1038/sj.mp.4001336.
- Holmes A, Hariri AR (2004). „The serotonin transporter gene-linked polymorphism and negative emotionality: placing single gene effects in the context of genetic background and environment”. Genes, Brain and Behavior. 2 (6): 332—5. PMID 14653304. doi:10.1046/j.1601-1848.2003.00052.x.
- KM, Smits; Smits LJ; JS, Schouten;  . (2004). „Influence of SERTPR and STin2 in the serotonin transporter gene on the effect of selective serotonin reuptake inhibitors in depression: a systematic review”. Mol. Psychiatry. 9 (5): 433—41. PMID 15037864. doi:10.1038/sj.mp.4001488.
- HJ, Cho; Meira-Lima I; Q, Cordeiro;  . (2005). „Population-based and family-based studies on the serotonin transporter gene polymorphisms and bipolar disorder: a systematic review and meta-analysis”. Mol. Psychiatry. 10 (8): 771—81. PMID 15824745. doi:10.1038/sj.mp.4001663.
- Serretti A, Benedetti F, Zanardi R, Smeraldi E (2005). „The influence of Serotonin Transporter Promoter Polymorphism (SERTPR) and other polymorphisms of the serotonin pathway on the efficacy of antidepressant treatments”. Prog. Neuropsychopharmacol. Biol. Psychiatry. 29 (6): 1074—84. PMID 15939518. doi:10.1016/j.pnpbp.2005.03.013.
- IW, Craig (2007). „The importance of stress and genetic variation in human aggression”. BioEssays. 29 (3): 227—36. PMID 17295220. doi:10.1002/bies.20538.
- Rothman RB, Baumann MH, Blough BE, Jacobson AE, Rice KC, Partilla JS (2010). „Evidence for Non-Competitive Modulation of Substrate-Induced Serotonin Release”. Synapse. 64 (11): 862—9. PMC 2941209 . PMID 20842720. doi:10.1002/syn.20804.